# Deonte Burton (cestista 1991)
Deonte Deron Burton (Los Angeles, 26 luglio 1991) è un ex cestista statunitense.

## Statistiche

### College
| Anno      | Squadra          | PG  | PT  | MP   | TC%  | 3P%  | TL%  | RP  | AP  | PRP | SP  | PP   |
| --------- | ---------------- | --- | --- | ---- | ---- | ---- | ---- | --- | --- | --- | --- | ---- |
| 2010-2011 | Nevada Wolf Pack | 32  | 32  | 29,6 | 42,2 | 35,5 | 74,6 | 2,3 | 3,5 | 1,3 | 0,3 | 13,7 |
| 2011-2012 | Nevada Wolf Pack | 35  | 34  | 32,9 | 40,2 | 37,2 | 79,7 | 2,6 | 4,2 | 1,1 | 0,4 | 14,8 |
| 2012-2013 | Nevada Wolf Pack | 31  | 31  | 34,1 | 44,9 | 30,1 | 71,8 | 2,4 | 3,6 | 1,4 | 0,5 | 16,3 |
| 2013-2014 | Nevada Wolf Pack | 32  | 31  | 38,6 | 47,1 | 31,4 | 74,2 | 4,3 | 4,4 | 1,5 | 0,5 | 20,1 |
| Carriera  | Carriera         | 130 | 128 | 33,8 | 43,9 | 33,7 | 75,1 | 2,9 | 4,0 | 1,3 | 0,4 | 16,2 |

### G League
| Anno      | Squadra         | PG  | PT | MP   | TC%  | 3P%  | TL%  | RP  | AP  | PRP | SP  | PP  |
| --------- | --------------- | --- | -- | ---- | ---- | ---- | ---- | --- | --- | --- | --- | --- |
| 2015-2016 | Bakersfield Jam | 43  | 29 | 26,2 | 45,2 | 35,8 | 72,1 | 2,5 | 2,2 | 1,0 | 0,3 | 9,3 |
| 2017-2018 | S.L.C. Stars    | 43  | 14 | 22,0 | 40,9 | 28,1 | 72,4 | 2,2 | 3,0 | 0,8 | 0,2 | 6,5 |
| 2018-2019 | S.L.C. Stars    | 41  | 12 | 20,8 | 36,7 | 31,8 | 54,4 | 1,6 | 3,2 | 0,8 | 0,2 | 6,0 |
| 2019-2020 | S.L.C. Stars    | 26  | 11 | 16,1 | 41,9 | 41,7 | 42,9 | 1,0 | 1,5 | 0,7 | 0,3 | 3,8 |
| Carriera  | Carriera        | 153 | 66 | 21,8 | 41,4 | 33,1 | 66,6 | 1,9 | 2,6 | 0,8 | 0,2 | 6,7 |